# Avalonianus
Avalonianus è il nome utilizzato per dei denti fossili risalenti al triassico superiore rinvenuti in inghilterra. Furono descritti nel 1898 da Harry Seeley con il nome Avalonia, che fu poi modificato nel 1961 in quanto già utilizzato. Si pensava inizialmente appartenessero ad un prosauropode, ma analisi successive rivelarono che si trattava in realtà di parti provenienti da diversi organismi. I denti appartenevano ad un arcosauro non dinosauro (o meno probabilmente ad un teropode arcaico) mentre alcune parti di cranio furono riferite al genere Camelotia.